# Brama Złota w Jerozolimie

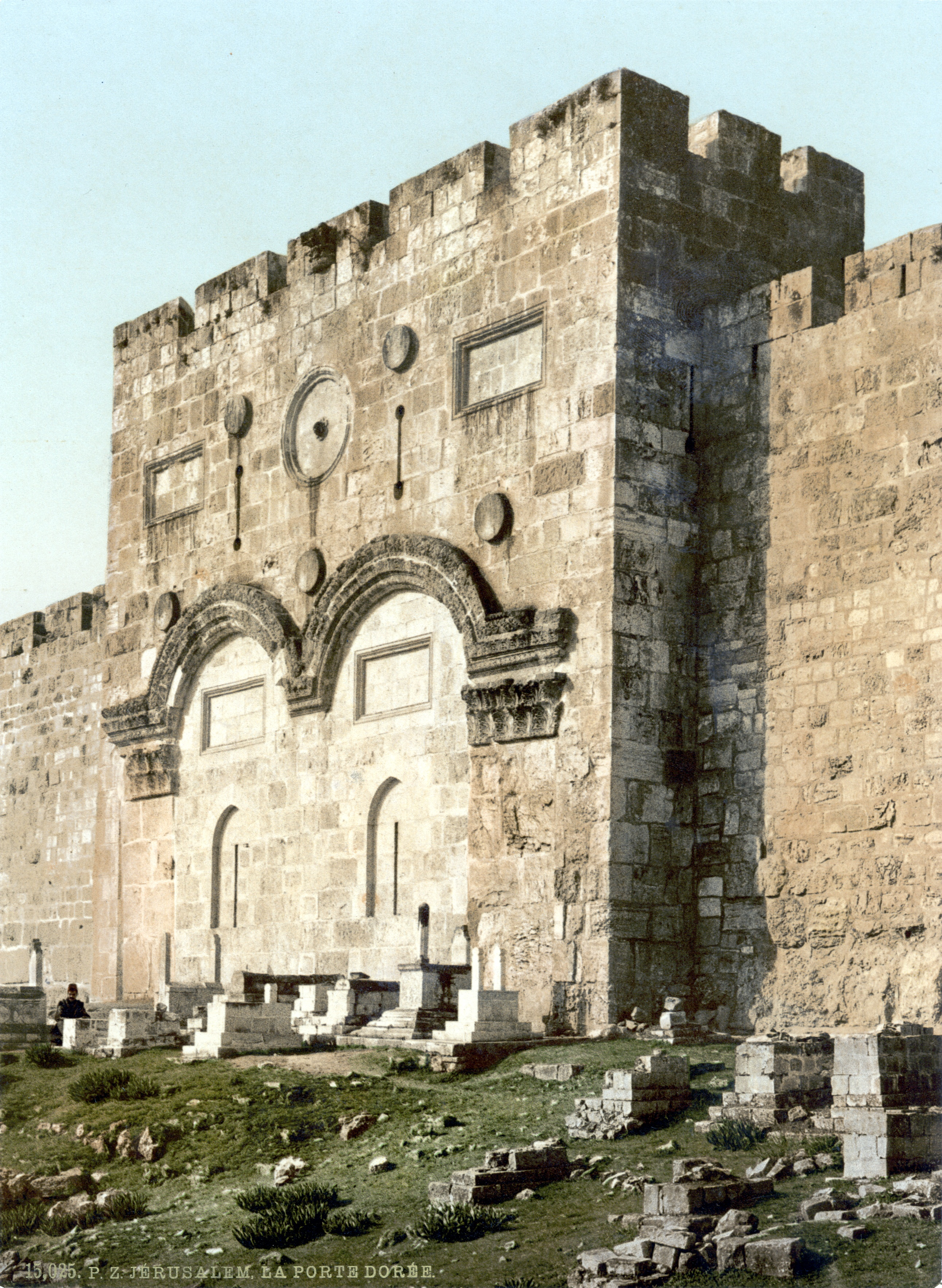
Brama Złota w Jerozolimie.

Brama Złota (hebr.: שער הרחמים, Sza'ar ha-Rachamim; arab.: باب الرحمة, Bab ar-Rahma) – jedna z ośmiu bram Starego Miasta Jerozolimy. Jest to jedyna brama prowadząca na  Wzgórze Świątynne.
Wychodząc przez nią można było dotrzeć do doliny Cedronu (bez głębszej podstawy utożsamianej z Doliną Jozafata), Getsemani i na Górę Oliwną. Istniejąca budowla zachowała niektóre elementy ze starożytnej konstrukcji herodiańskiej.

## Religia
Według tradycji żydowskiej, przez Bramę Złotą do Jerozolimy wjedzie Mesjasz. Niektórzy Żydzi wierzą, że brama zostanie otwarta w Dzień Sądu. Swoje wierzenia Żydzi operają na proroctwie Księgi Ezechiela (44,1-2), która mówi, że brama ma być zamknięta, ponieważ przeszedł przez nią Bóg, a w przyszłości „jedynie władca może w niej zasiadać” (Ez 44,3).
W chrześcijańskich apokryficznych tekstach, brama była sceną spotkania rodziców Marii: Joachima i Anny. Przez tę bramę wjechał do Jerozolimy Jezus Chrystus tuż przed swoją męką - chrześcijanie obchodzą pamiątkę tego wjazdu w niedzielę palmową każdego roku.

## Historia

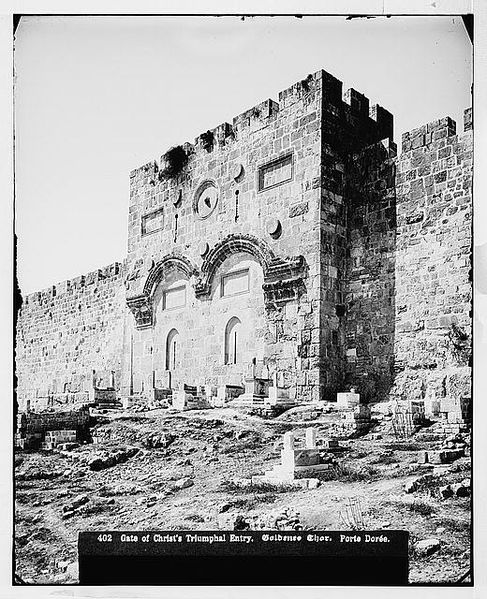
Brama Złota na początku XX wieku.

Brama została zamurowana w 1530 przez władców osmańskich. W średniowieczu przed Bramą Złotą modlili się Żydzi, podobnie jak to czynią dzisiaj pod Ścianą Płaczu.
Mniej więcej od VII wieku datuje się muzułmańska tradycja chowania w jej pobliżu zmarłych. Wyznawcy Islamu, powołując się na surę koraniczną, wierzą, iż to właśnie tutaj będzie miał miejsce eschatologiczny sąd Allaha nad światem.

## Budowa

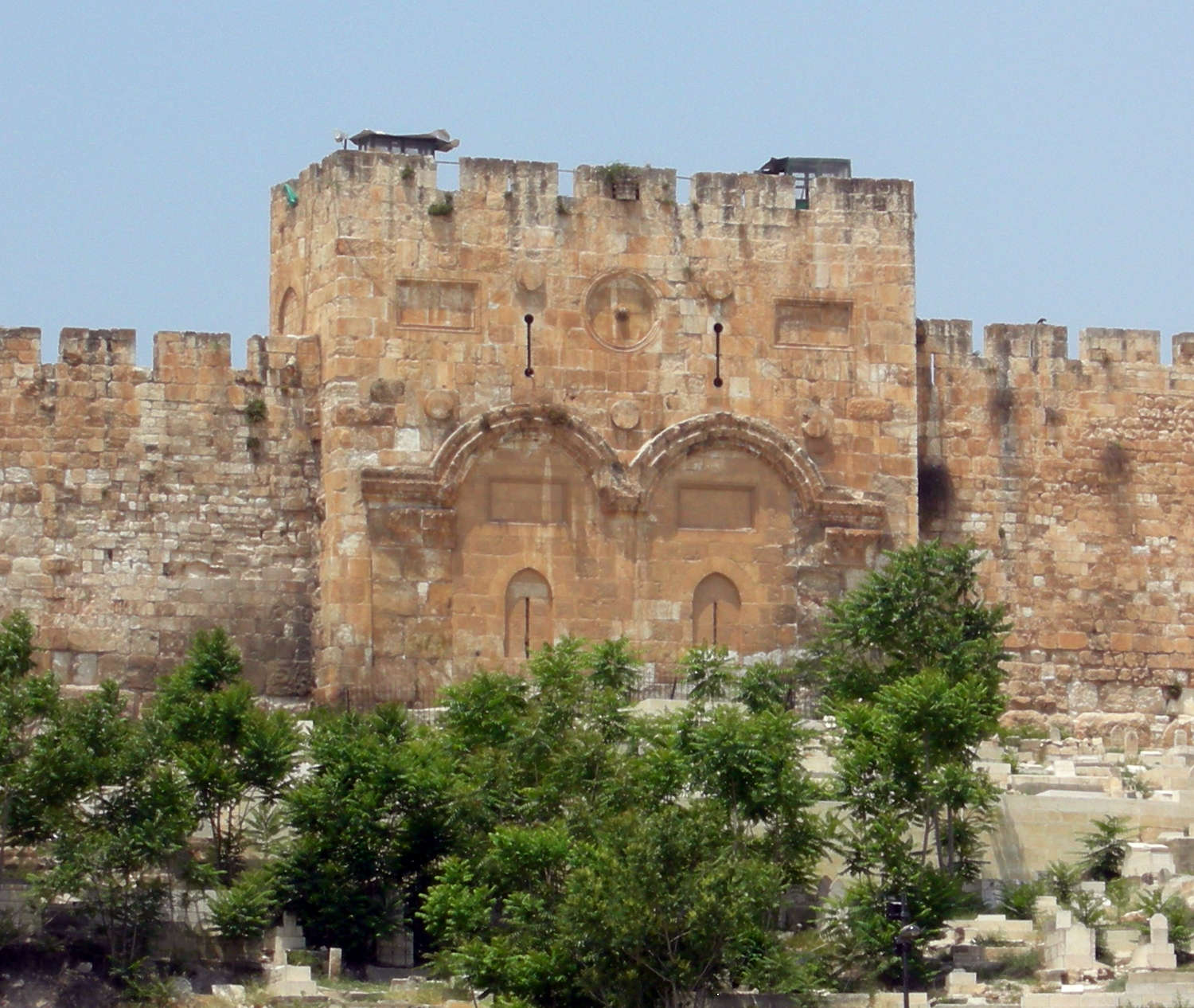
Widok na Bramę Złotą.

Brama Złota posiada dwa łuki. Północny nazywany jest Łukiem Żalu, południowy Łukiem Miłosierdzia. Zwykło się też nazywać tę zamkniętą bramę do Jerozolimy Bramą Piękną (por. Dz 3,1-8). Do jej budowy, podobnie jak wszystkich innych jerozolimskich bram użyto białego piaskowca.
Od zewnętrznej strony bramy znajduje się cmentarz muzułmański.